# Incidente do "gás dos pântanos" em Michigan

Um desenho feito por David B. Severance e outras cinco pessoas com base em um dos OVNIs avistados. Foi um dos avistamentos que, segundo Hynek, foram causados por "gás dos pântanos".

Durante as noites de 20 e 21 de março em 1966, houve dois avistamentos em massa de objetos voadores não indentificados sobre Michigan, Estados Unidos. O primeiro ocorreu em um pântano perto de Dexter, enquanto o segundo avistamento em massa ocorreu perto do arboreto do campus da Hillsdale College, a cerca de 60 milhas de distância. Os avistamentos ocorreram em um mês onde houve vários relatos de OVNIs no sul de Michigan. J. Allen Hynek, um investigador da força aérea, declarou que o gás dos pântanos foi a causa dos avistamentos, mas esta explicação acabou sendo ridicularizada. O congressista americano Gerald Ford solicitou uma investigação formal do Congresso sobre os avistamentos.

## Relatos de março de 1966

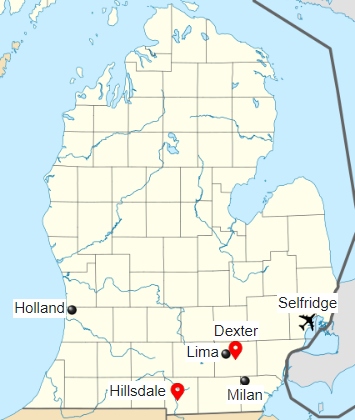
Avistamentos foram relatados sobre Lima, Milan, Dexter, Hillsdale, e Holland. Os avistamentos em Dexter e Hillsdale (marcados com vermelho) foram atribuídos a gás dos pântanos.

### Primeiros relatos
Os primeiros relatos foram feitos em 14 de março de 1966 por cidadãos, xerifes e policiais do Condado de Washtenaw. Eles alegaram ter visto luzes no céu se movendo em alta velocidade sobre a municipalidade de Lima. Chamadas sobre os avistamentos foram recebidas de Monroe, Livingston, Ypsilanti, Dexter, e Sylvania. Os delegados do Condado de Washtenaw, Buford Bushroe e John Foster alegaram ter visto as luzes. Empregados da Base da Força Aérea de Selfridge confirmaram as aparições mas não detectaram objetos em seus radares.
Das 3 às 7 horas da manhã de 16 de março, o delegado do condado de Washtenaw, David Fitzpatrick, e seu parceiro Neul K. Schneider viram duas luzes nos céus de Milan. Usando uma câmera em miniatura em um tripé, Fitzpatrick tirou duas fotos das luzes.

### Avistamentos em massa em Dexter
Em 20 de março de 1966, Frank Mannor, sua esposa e o filho adolescente Ronald estavam em casa, na casa da fazenda a noroeste de Dexter, assistindo à televisão. À noite, alertado pelo barulho de seus cães de fazenda, Mannor relatou ter visto uma "estrela cadente", que depois pairou sobre uma área pantanosa próxima, emitindo luz. A família Mannor então ligou para os policiais. O xerife deputado Stanley McFadden e seu parceiro David Fitzpatrick entraram no pântano a pé para investigar. Mannor e seu filho relataram ter chegado a uma distância de 500 jardas (460 m) do objeto, descrevendo-o como tendo o formato de uma bola de futebol americano, com uma textura de aço "ondulada" ou "acolchoada". Segundo eles, o objeto tinha luzes piscantes e antenas. Mannor e seu filho disseram que o objeto desapareceu e reapareceu em uma parte diferente do pântano. Com um som "semelhante ao de uma bala de rifle ricocheteando em um objeto", o OVNI decolou e voou para longe.
Robert Huniwell, que era um patrulheiro policial de Dexter, afirmou que o objeto voou por cima de seu carro enquanto ele dirigia até a fazenda. Os policiais Robert Taylor e N. G. Lee também testemunharam o incidente na fazenda. Doze membros da polícia relataram ter testemunhado um OVNI. Entre Mannor, sua família, vizinhos e policiais, cerca de 60 pessoas foram registradas como testemunhas do incidente.

### Avistamentos em massa em Hillsdalle
Por volta das 21 horas do dia 21 de março, cerca de 87 residentes do MacIntyre Residence Hall da Hillsdale College viram luzes piscantes pairando sobre o arboreto. William Van Horn, o diretor da defesa civil do Condado de Hillsdale na época, foi chamado para investigar e observar as luzes. Do segundo andar, o grupo observou as luzes por várias horas, fazendo anotações durante esse tempo, até o objeto desaparecer por volta das 5 horas da manhã. Dois policiais de Hillsdale, Harold Jess e Jerry Wise, observaram o objeto e relataram danos ao rádio após o evento. Três viaturas foram enviadas para investigar, mas a luz não era visível da estrada.

### Mais relatos
Às 18h15 do dia 24 de março, Robert Nichols e sua esposa telefonaram para a polícia da cidade de Holland para relatar que um objeto voou por uma rodovia a uma altura de 200 pés (61 m). Eles estimaram que o objeto tinha metade do tamanho de um automóvel. Na noite de 24 de março, a equipe do departamento do xerife do Condado de Washtenaw relatou novamente ter visto luzes.
Em 29 de março, avistamentos foram relatados em Bad Axe, Flint e Ann Arbor. O xerife Richard Sober e o Chefe da Polícia Ford Wallace também fizeram relatos.

## Atenção nacional
Em 21 de março, papéis em toda a nação comentaram sobre os avistamentos em Dexter. O policial David B. Severance fez um desenho com base no objeto que avistou, com a ajuda de outras cinco pessoas. A mídia divulgou várias especulações, incluindo a de uma mulher de Califórnia que dizia ser "especialista" e acreditava que "o OVNI estava se abastecendo de água do pântano para recarregar suas baterias". A testemunha Frank Mannor rejeitou esta especulação.
Em 24 de março, a mídia comentou sobre uma explicação de Maurice G. Moore, o diretor de Longway Planetarium, que disse que os brilhos podem ter sido causados por "fogo-fátuo". Ele também comentou que "até nuvens podem brilhar de forma esquisita à noite". Relatos foram coletados do dormitório da universidade de Hillsdale, que estava repleto de testemunhas que anotaram suas observações. Em 25 de março, foi revelado que o congresso faria uma investigação oficial.

### Coletiva de imprensa de Hynek
Weston E. Vivian, o congressista de Michigan, requisitou assistência da Força Aérea. Em 22 de março, a mídia revelou que J. Allen Hynek, um pesquisador de OVNIs da Força Aérea, estava sendo enviado às proximidades da Base da Força Aérea de Selfridge, para investigar os avistamentos em Dexter e Hillsdale.  O xerife do condado de Washtenaw, Douglas Harvey, mencionou ter levado Hynek até a fazenda da família Mannor, onde os dois viram marcas circulares na vegetação no suposto local de pouso.
Em 25 de março, um oficial de informações públicas da Força Aérea anunciou que Hynek compareceria a uma coletiva de imprensa marcada para aquele dia no Detroit Press Club. Na conferência, que contou com a presença de sessenta membros da imprensa, Hynek alegou que os avistamentos em Dexter e Hillsdale foram causados por "gás metano".

Hynek concluiu que a fotografia de Fitzpatrick mostrava a lua e Vênus. Na coletiva de imprensa, um repórter entregou a Hynek uma revista que mostrava o disco voador de George Adamski; Hynek opinou que parecia um criador de galinhas.
O historiador Curtis Peebles descreveu o evento como "um evento crítico na história do mito do disco voador". As explicações de Hynek receberam ceticismo, zombaria, e uma "hostilidade quase universal". Hynek mencionou uma brincadeira na universidade feita por jovens usando sinalizadores, mas William Van Horn, o diretor da defesa civil do Condado de Hillsdale, negou que aquilo aconteceu.

### Reações
Hynek negou a acusação de que a força aérea lhe pressionou a dar qualquer explicação, e a Força Aérea negou relatos de que tinha juntado aviões a jato para perseguir um OVNI. Em 28 de março, a teoria do "gás dos pântanos" fez com que Gerald Ford, o congressista de Michigan na época, ordenasse uma investigação séria da "onda de relatos de avistamentos de objetos voadores não identificados no sul de Michigan". Ford fez um segundo comunicado de imprensa em 3 de abril.
Em 29 de março, a mídia divulgou uma explicação psicológica para os avistamentos.
Em maio de 1966, o incidente foi apresentado no programa CBS Reports, que teve a participação de Hynek.

### Congresso
Em 6 de abril, Hynek testemunhou perante o Comitê de Serviços Armados da Câmara, juntamente com o secretário da Força Aérea, Harold Brown, e o chefe do Blue Book, Hector Quintanilla. Ao ler uma declaração "certamente não ditada pela Força Aérea", Hynek sugeriu que alguns aspectos dos OVNIs mereciam um estudo sério.
Em 1966, o Congresso ouviu o testemunho de James Ferguson de que os avistamentos estavam sendo investigados pela Seção de Fenômenos Aéreos da Divisão de Tecnologia Estrangeira em Wright Field.

## Eventos posteriores e legado
Várias organizações jornalísticas listaram os avistamentos de OVNIs em suas listas de “top 10 histórias” do ano de 1966 em Michigan.
Allen Hynek, o especialista em OVNIs da Força Aérea que popularizou a hipótese do gás dos pântanos, argumentou mais tarde que o tópico merecia um estudo sério. Em 1968, em depoimento perante um comitê da Câmara, Hynek comentou:

não sinto que posso ser considerado um ‘crente’ por discos voadores- meu registro de gás dos pântanos na confusão de OVNIs em Michigan deve ser suficiente para anular qualquer ideia desse tipo.
Em seu livro de 1972, Hynek mencionou:

Gás dos pântanos tornou-se uma palavra comum e um sinônimo humorístico padrão para OVNIs. Os OVNIs, o gás dos pântanos e eu fomos ridicularizados na imprensa e viramos temas de muitos desenhos animados encantadores (dos quais tenho uma boa coleção).
Em 1984, Hynek relembrou o incidente em uma entrevista com Omni.
A expressão gás dos pântanos (em inglês: Swamp Gas) tornou-se cada vez mais associada ao ceticismo das conclusões do governo. Em 1969, a expressão foi usada de forma irônica para expressar dúvidas sobre o Project Blue Book.
John A. Keel descreveu os avistamentos como o começo da "Grande Onda de Março de 1966". A morte de Frank Mannor em 1983 fez com que a mídia relembrasse o incidente. Na década de 1990, foram criados dois jogos educacionais cujo protagonista era um alienígena chamado "swamp gas".
No episódio "E.B.E." de The X-Files, de 1994, a desenganadora Dana Scully sugere que um avistamento de OVNI pode ter sido causado por gás dos pântanos. O filme de 1997 Men in Black retratou um agente descartando um avistamento de OVNI ao explicar que "um gás dos pântanos de um balão meteorológico estava preso em uma bolsa térmica e refratou a luz de Vênus", combinando as explicações mais populares para os avistamentos em Dexter, o Caso Roswell, o Incidente de OVNI em Washington de 1952, e o Caso Mantell. Em 1998, o incidente recebeu cobertura de Popular Mechanics. Em 2001, o autor Patrick Huyghe intitulou seu relato de memórias Swamp Gas Times. O incidente de 1966 foi incluído no livro de 2006 Weird Michigan. Em 2015, o jornal do campus de Hillsdale entrevistou um dos policiais que havia testemunhado o OVNI. Em 2016, o 50° aniversário dos avistamentos foi comemorado por mídias regionais. Em 2019, uma série de TV vagamente inspirada na vida de Hynek dramatizou a rejeição pública de sua hipótese do gás dos pântanos.
Em 2022, Lara Zielin, a diretora editorial da Biblioteca Histórica Bentley da Universidade de Michigan, comentou sobre o incidente, dizendo:

Os avistamentos eram tão comuns e as testemunhas tão confiáveis que as autoridades policiais, os senadores, os governadores e os pesquisadores da faculdade, todos se envolveram para tentar descobrir o que estava acontecendo.